# 興国寺 (長岡市)
興国寺（こうこくじ）は新潟県長岡市千手2丁目にある曹洞宗寺院。山号は太平山。等級は二等法地。本尊は上品上生阿弥陀如来。

## 経歴
当初は興国庵という名称であり、現存する本尊が阿弥陀如来であることから浄土真宗や浄土宗などの浄土教系寺院であったと推測される。その後、正保3年（1646年）に越後長岡藩家老で牧野頼母家当主の牧野正直（市右衛門）が大檀那となって広大な堂宇を建て、曹洞宗僧侶の方外雲吉を開山として再建し、興国寺と改宗改称した。戊辰戦争で焼失し、再建されるも大東亜戦争長岡空襲により再度消失。戦後二十三世大観良辨（俗名・中村良辨）により再建され現在に至る。また、米百俵の故事で知られる長岡藩大参事小林虎三郎の墓が東京より当寺に改葬されている。
現在の方丈は二十四世大忍慧道（俗名・小西慧道）。

## 境内社
境内社として秋葉神社があり、藩主牧野忠辰が信仰したとされ、宝永2年（1705年）に千手町村の内、新田3石が寄進された。祭礼燈篭揃は旧暦7月24日。

## 伝承
万治年間に当時の住職が赤川（現在の柿川）堤に乗り捨ててあった船の中から観世音菩薩像33体を発見し、これを同寺に安置したとされる。また、境内にある円石は眼病に霊験著しいとされている。